# The Master (court métrage)
Pour les articles homonymes, voir The Master.
Pour plus de détails, voir Fiche technique et Distribution.
The Master (Isand) est un film d'animation estonien de court métrage réalisé par Riho Unt et sorti en 2015.

## Fiche technique
- Titre : The Master
- Titre original : Isand
- Réalisation : Riho Unt
- Scénario : Riho Unt
- Animateur : Märt, Andres Kivi et Tenusaar
- Montage : Riho Unt
- Musique : Arvo, Lepo Pärt et Sumera
- Producteur : Andrus Raudsalu
- Production : Oü Nukufilm
- Pays d'origine :  Estonie
- Durée : 18 minutes
- Dates de sortie :
  -  France : 15 juin 2015 (Festival international du film d'animation d'Annecy)

## Récompenses
Il remporte le prix du jury pour un court métrage à l'édition 2015 du festival international du film d'animation d'Annecy.